# Kultavaara
Kultavaara är en kulle i Finland. Den ligger i Enare i landskapet Lappland, i den norra delen av landet, 1 000 km norr om huvudstaden Helsingfors. Toppen på Kultavaara är 136 meter över havet.
Terrängen runt Kultavaara är platt.  Trakten runt Kultavaara är nära nog obefolkad, med mindre än två invånare per kvadratkilometer.